# Nina Wahlgren
Nina Marianne Wahlgren, född 27 augusti 1932 i Kristianstad, död 27 april 2018 i Kristianstad, var en svensk modedesigner. 
Wahlgren utbildade sig vid Beckmans och var på 1960-talet verksam i New York innan hon återvände till Sverige 1970. 
Hon är främst känd för kollektionen "Blommor och bin" som hon tog fram i samarbete med RFSU, samt för bh:n "Lilla undret" från 1972 som i grunden bestod av två strumphälar. Modellen tillverkades av Abecita i Borås och blev en av företagets största succéer.
Framgångarna med "Lilla undret" gjorde Wahlgren ekonomiskt oberoende och möjliggjorde för henne att köpa en fastighet i Gamla stan i Stockholm varifrån hon sedan drev sin verksamhet.